# Denis Huseinbašić
Denis Huseinbašić (* 3. Juli 2001 in Erbach) ist ein bosnisch-deutscher Fußballspieler, welcher überwiegend im zentralen Mittelfeld zum Einsatz kommt. Er steht beim 1. FC Köln unter Vertrag und ist bosnischer Nationalspieler.

## Karriere

### Verein
Huseinbašic wurde als Sohn bosnischer Eltern in Erbach geboren und wuchs mit einem älteren Bruder in benachbarten Michelstadt auf. Er spielte in seiner Jugend von 2009 bis 2011 für die SpVgg Erbach; über den SV Darmstadt 98 und Eintracht Frankfurt kam er 2017 zu den Kickers Offenbach. Nachdem er die Junioren durchlaufen hatte, rückte er zur Saison 2020/21 in die erste Mannschaft auf, die in der viertklassigen Regionalliga Südwest spielte.
Zur Saison 2022/23 wechselte Huseinbašić in die Bundesliga zum 1. FC Köln, bei dem er einen Vertrag bis zum 30. Juni 2025 unterschrieb, den beide Parteien Mitte 2024 langfristig verlängerten.

### Nationalmannschaft
Huseinbašić konnte für den bosnischen Fußballverband und den DFB auflaufen. Zvjezdan Misimović, Technischer Direktor des bosnischen Verbands, äußerte: „Er hat gesagt, dass er für Bosnien-Herzegowina spielen wird. Er gehört 100 Prozent zu uns“. Im November 2022 debütierte er jedoch unter Antonio Di Salvo in der deutschen U21-Nationalmannschaft. Nach 3 Testspielen, in denen Huseinbašić 2 Tore erzielte, wurde er für die U21-Europameisterschaft 2023 nominiert. Dort kam der Mittelfeldspieler in 2 von 3 Gruppenspielen zum Einsatz (ein Tor), ehe die Deutschen ausschieden. Anschließend war er aus Altersgründen nicht mehr für die U21 spielberechtigt.
Im Februar 2024 gab der bosnische Fußballverband bekannt, von der FIFA eine Spielberechtigung für Huseinbašić erhalten zu haben. Daraufhin wurde er von Savo Milošević für die Länderspiele im März 2024 erstmals in die bosnisch-herzegowinische Nationalmannschaft berufen, die die Play-offs zur Europameisterschaft 2024 absolvieren musste. Bei der 1:2-Halbfinalniederlage gegen die Ukraine wurde Huseinbašić jedoch nicht eingesetzt. Anstelle des Play-off-Finals um die EM-Teilnahme wollte man anschließend in Sarajevo ein Testspiel gegen das ebenfalls gescheiterte Israel absolvieren, welches allerdings aus Sicherheitsgründen abgesagt wurde. Huseinbašić debütierte schließlich am 3. Juni 2024 unter dem neuen Nationaltrainer Sergej Barbarez, als er bei einer 0:3-Testspielniederlage gegen England im Laufe der 2. Halbzeit eingewechselt wurde.